# Рилски езера (хижа)
Хижа „Рилски езера“ е туристическа хижа, намираща се в Рила планина.
Разположена е в близост до Седемте рилски езера, на около 2000 м надморска височина.
Предлага настаняване в стаи с 2, 3, 4, 6, 7, 11 и 12 легла, като голяма част от по-малките стаи имат собствени санитарни възли. Останалите ползват тоалетни и умивалници на етажа и общи бани на някои от етажите. Хижата разполага с ресторант-столова, дневна с телевизор, бар с топли, студени и алкохолни напитки, както и сладки храни. Работи целогодишно.
До хижата се достига пеш или чрез двуседалковия лифт „Рилски езера“, който тръгва от района на хижа Пионерска в Паничище.
Сухият рид над хижата предлага идеални условия за каране на ски както от начинаещи (по писта), така и за екстремни ски и ски свободен стил по улеите над нея. На разположение на туристите е ски-влек тип 'паничка'.
На 40 мин. път се намира по-старата хижа „Седемте езера“.